# HAL Dhruv
Der HAL Dhruv (Hindi एचएएल ध्रुव von Sanskrit ध्रुव ‚Polarstern‘) ist ein Mehrzweckhubschrauber der indischen Hindustan Aeronautics Limited (HAL). Er wird in verschiedenen militärischen, aber auch zivilen Versionen hergestellt.

## Beschreibung
Die Entwicklung innerhalb Hindustans Advanced Light Helicopter Programmes (ALH) wurde im November 1984 verkündet, kam aber wegen sich ändernder Vorgaben seitens des indischen Militärs und Finanzierungsproblemen (auch in Hinblick auf die Mitarbeit von Messerschmitt-Bölkow-Blohm als Beraterfirma) nur langsam voran. Der erste Prototyp flog im August 1992. 1996 wurde dann eine bewaffnete Version vorgestellt. Weiter verzögert wurde das Programm, als 1998 US-Sanktionen nach indischen Atomtests die Lieferung der vorgesehenen Triebwerke verhinderten.

### Dhruv Mk.1
Daraufhin wurde die Maschine nach einem entsprechenden Vertragsabschluss auf eine Version des Turbomeca TM 333-2B2 mit 746 kW Leistung umkonstruiert. Die erste Version wurde 2000–2001 an die indische Küstenwache ausgeliefert, gefolgt von Versionen für die der indischen Armee, Marine und Luftwaffe, insgesamt 56 Stück.
Daneben gibt es auch zivile Varianten, die, alle mit dem TM333-2B2-Triebwerk ausgerüstet, verschiedene Ausstattungsmerkmale aufweisen.

### Dhruv Mk.2
Ab 2003 wurde eine neue Version mit einem Glas-Cockpit israelischer Herkunft aufgelegt, von der 50 nach Israel verkauft werden sollten. Es wurde aber nur eine Maschine dorthin ausgeliefert, eine weitere nach Mauritius, vier nach Nepal und sieben an Ecuador. Das indische Militär erhielt 20 Exemplare. Der Hubschrauber ist auf dem aktuellen Stand der Technik (FADEC für die Triebwerke, Automatisches Flugkontrollsystem (4-Achsen-Steuerung), gelenkloser Rotorkopf, Anti-resonance Vibration Isolation System (ARIS) der Lord Corporation).

### Dhruv Mk.3
Diese nochmals verbesserte mit Shakti-Turbinen ausgerüstete Version, neuen Systemen zur elektronischen Kampfführung und zum Selbstschutz sowie verbesserte Vibrationssteuerung. Die Luftstreitkräfte stellten 2012 ihre erste MK.III Staffel auf. Für die Marine und die Küstenwache wurden 2017 ebenfalls je 16 Exemplare Dhruv Mk.III bestellt, die erste Marinestaffel, Indian Naval Air Squadron 323 wurde 2021 aufgestellt. Für das Army Aviation Corps der Landstreitkräfte wurden ebenfalls 2021 25 Mk.III bestellt. Im Jahr 2024 wurden weitere 25 Mk.III für die Army und neun weitere für die Küstenwache bestellt.

### Dhruv Mk.4
Am 16. August 2007 hatte eine weiterentwickelte Variante ALH-WSI in Bangalore ihren Erstflug. Diese verfügt über einen Waffenträger und Sensoren auf einer Nase am Bug und ist mit leistungsfähigeren (gemeinsam von Turbomeca und Indien) entwickelten Triebwerken Shakti (auch Ardiden 1H genannt) mit 30 % höheren Notleistung ausgerüstet. Die Bewaffnung ist mit jener des LCH identisch. Im Oktober 2007 stellte ein Dhruv mit 9075 Metern einen Höhenflugrekord auf. Im Jahr 2009 bestellte das indische Heer die ersten 16 ALH-WSI.

### Rudra
Bewaffnete Version erstmals ausgeliefert 2013, Erstflug 2007.

## Technische Daten

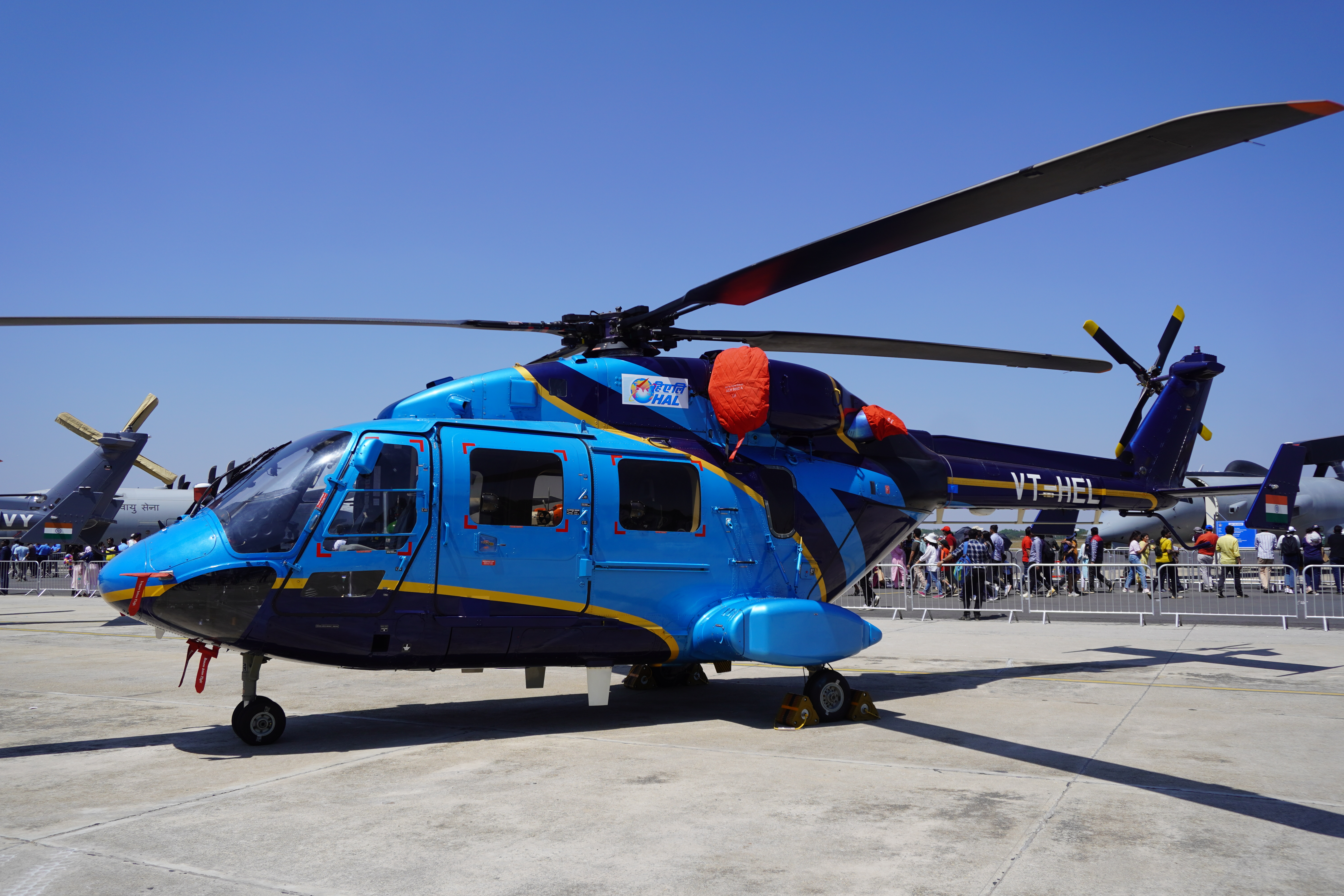
HAL Dhruv auf der Aero India 2023

| Kenngröße              | Daten                                                                                                 |
| ---------------------- | --- |
| Typ                    | Leichter Mehrzweckhubschrauber                                                                        |
| Besatzung              | - 1 bis 2 Piloten - 4 bis 12 Passagiere                                                               |
| Gesamtlänge            | 15,87 m                                                                                               |
| Rotordurchmesser       | 13,20 m                                                                                               |
| Höhe                   | 4,05 m                                                                                                |
| Kabinenvolumen         | 7,33 m³                                                                                               |
| Leermasse              | 2.502 kg                                                                                              |
| max. Startmasse        | 5.500 kg                                                                                              |
| Nutzlast               | 2.600 kg                                                                                              |
| Treibstoffkapazität    | 1.100 kg                                                                                              |
| Turbinen               | zwei TM 333-2B2 mit je 825 kW (AEO, take off) oder zwei Ardiden 1H/Shakti mit je 895 kW von Turbomeca |
| Höchstgeschwindigkeit  | 270 km/h                                                                                              |
| Marschgeschwindigkeit  | 250 km/h                                                                                              |
| Steigrate              | 10,3 m/s                                                                                              |
| Dienstgipfelhöhe       | 4.500 m                                                                                               |
| Einsatzreichweite      | 320 km (oder 3,5 h)                                                                                   |
| Überführungsreichweite | 660 km                                                                                                |

### Bewaffnung
- 8× Panzerabwehrraketen
- 4× Luft-Luft-Raketen
- 4× FZ231-Raketen-Rohrstartbehälter für je 12× ungelenkte Forges-de-Zeebrugge-Luft-Boden-Raketen; Kaliber 70 mm (Luftwaffe und Armee)
- 2× Torpedo-, Wasserbomben oder Antischiff Flugkörper

## Nutzer
Indien
Indisches Heer: Die indische Armee alleine betreibt 145 Dhruv. Davon sind 75 bewaffnete Rudra.
Indische Marine: 17
Küstenwache/Indian Coast Guard: 16
 Malediven
Luftstreitkräfte/Air Wing: 2
Daneben gibt es noch einige weitere militärische und zivile Nutzer.
Ecuador hatte 7 Stück gekauft. Nach 4 Abstürzen und drei Toten groundete das Land die Helikopter und schrieb sie 2016 zum Verkauf aus. Auch in Indien war die Flotte 2016 dreimal gegroundet.

## Zwischenfälle
Es gab mindestens 23 Unfälle mit dem Typ Dhruv. Davon haben sich 16 zwischen 2002 und 2016 ereignet. Nur vier von diesen Unfällen sollen aufgrund technischer Probleme passiert sein.